# Ciprus (növénynemzetség)
A ciprus (Cupressus) a ciprusfélék családjának névadó nemzetsége legalább 23 fajjal. A cikkünkben felsorolt fajok némelyikét egyes szerzők más fajok változatainak tekintik; így például egyes források szerint az arizonai ciprus (Cupressus arizonica) a  kanyonciprusnak még csak nem is alfaja, hanem egyszerű változata (Cupressus glabra var. arizonica). Más szerzők (Johnson, 2004) szerint épp ellenkezőleg: az arizonai ciprus az alapfaj, és a kanyonciprus ennek változata (Cupressus arizonica var. glabra).
A nemzetség nevét Küparisszosz antik istenről (Héraklész leszármazottjától, Apollón egyik férfiszerelméről,) a meghaló és feltámadó napistenek egyikéről kapta. Régebben ebbe a nemzetségbe sorolták a hamisciprusokat (álciprusokat) is; ezeket most a Chamecyparis nemzetségbe különítik el (MNL).

## Származása, elterjedése
Fajai az északi féltekén élnek, Észak-Amerika nyugati részétől (Mexikótól Oregonig) Ázsián (főleg a Himalája nyugati részein és Kínán) át a Mediterráneum keleti részéig (Urania).

## Megjelenése, felépítése
Közepes vagy nagy termetű fa (Józsa). Egyes fajai csak nagyobb cserjék. Az ismertebb fajok hajtásai térben rendszertelenül elágazóak; pikkelyleveleik vége gyakran tompa. Tobozaik nagyobbak, mint az álciprusokéi (Johnson, 2004).
Kevés tobozpikkelypárjukon sok magkezdemény fejlődik (Urania). A pikkelylevelek keresztben átellenesen állnak. Gömbölyű tobozaik elfásodnak, a tobozpikkelyek pajzsszerűen kiszélesednek (MNL).

## Életmódja, termőhelye
Örökzöld. Tobozai két év alatt érnek be (Johnson, 2004). A meleg mérsékelt égövet kedveli; Európában a szubmediterrán éghajlattal bezárólag. Fagyérzékeny; Magyarországon szabadon csak a déli határvidéken és ott is csak kimondottan fagyvédett helyeken marad meg (Józsa).

## Felhasználása
Könnyű és tartós fája többféle ipari célra kiváló (MNL). Több faját szerte a világban díszfának ültetik, számtalan kertészeti változattal.
Egyes fajok pikkelyleveles hajtásaiból illóolajat desztillálnak.